# Arriba Córdoba
Arriba Córdoba (estilizado como ac (en minúsculas) desde el 21 de mayo de 2012) es un noticiero cordobés de la mañana, conducido por Jorge Cuadrado; Es emitido por El Doce de lunes a viernes a las 07:00 (UTC -3). Se emitió por primera vez el 9 de agosto de 2004. Hasta ese momento la televisión de aire cordobesa (y argentina) no arrancaba tan temprano. Los televisores se encendían recién antes del mediodía. 
Actualmente, 8 de cada 10 televisores prendidos en esta provincia están en El Doce entre las 07:00 y las 09:00 (UTC -3). Además, los seguidores se ampliaron tras el nacimiento, en 2015, del sitio web eldoce.tv (Blog), que te brinda la posibilidad de verlo en vivo desde cualquier lugar a través de computadora o celular. [cita requerida]

## Historia
El matutino comenzó el 9 de agosto de 2004 bajo la conducción de Jorge Cuadrado y Fabiana Dal Prá junto a Federico Tolchinsky y Alejandra Bellini.
El 8 de septiembre de 2004 y a casi un mes de estrenarse el noticiero, se registró un terremoto en vivo desde el estudio por el temblor originado en Catamarca como epicentro.
El 7 de abril de 2008, cambia su escenografía y cortina musical al igual que Noticiero Doce y Telenoche. Ese mismo año fue integrado Manuel Sánchez (en deportes).
El 21 de mayo de 2012 durante la llegada de la Alta definición a Córdoba, se renovó el estudio e imagen HD.
El 5 de abril de 2013, Federico Tolchinsky abandona el noticiero.
El 9 de agosto de 2014, Arriba Córdoba cumple 10 años y lo festejó con un programa especial.
El 28 de abril de 2015, Fabiana Dal Prá deja la conducción del matutino junto a Jorge Cuadrado.
Hasta el 4 de mayo de 2018, el noticiero fue emitido en el estudio de Telenoche antes de la renovación.
A partir del 7 de mayo de 2018, cambia totalmente el estudio del noticiero estrenando pantalla gigante, monitores LED, escritorio nuevo y cortina musical renovada. Comparte la misma escenografía antes de Noticiero 12 y su nueva artística.
El 7 de junio de 2018, a 1 año de la escenografía nueva y durante la Copa mundial de Rusia, fue emitido un especial deportivo llamado "Los 8 balones" (haciendo alusión al programa porteño Los 8 escalones). Ese mismo día fue la cobertura especial del evento.
El 9 de agosto de 2019, Fabiana Dal Prá regresó para el festejo de los 15 años del matutino, volvió a estar junto a Jorge Cuadrado tras su polémica despedida hace 4 años.

## Columnistas
El formato televisivo que creó este noticiero, fue el puntapié inicial para la creación, en marzo de 2005, del noticiero porteño de nombre Arriba Argentinos.
| Sección      | Periodista/s       |
| ------------ | ------------------ |
| Política     | Roberto Battaglino |
| Deportes     | Manuel Sánchez     |
| Generales    | Mariano Cardarelli |
| Espectáculos | Silvia Pérez Ruiz  |

## Equipo periodístico

### Detrás de cámara
- Jefe de noticias: José "Chino" Sosa
- Producción general: Viviana Gianinetto
- Producción ejecutiva: Martin Girardi
- Producción: Carolina Baima, Roberto Masramón
- Producción y videograph: Belén López Mensaque
- Edición: Daniel Figueroa, Ricardo Geysels, Adrián Alassia, Ezequiel Zambrano
- Coordinación de arte electrónico: Daniel Zacarias
- Cronistas: Jorge Ybañez, Juan Pablo Lavisse y Pablo Olivarez
- Camarógrafos de prensa: Mariano Simes, Keko Enrique y Lucas Buoncristiani, Emmanuel Cuestas

## Competencia
- Fuerte y Claro (Canal 10)
- La Mañana con Zuliani (Telefe Córdoba)